# トニー・サンプソン
トニー・サンプソン（Tony Sampson, 1977年8月18日 - ）は、カナダの男性声優。

## 出演作品

### テレビアニメ
- Cardcaptors（トーリ・アヴァロン）
- 住めば都のコスモス荘
- ドラゴンボールZ（ピゲロ）
- 無限のリヴァイアス（マルコ、リュウ・ギイル）
- ヒカルの碁（アオキ）
- エド エッド エディ（エディ）
- バトルファイターズ 餓狼伝説（アンディ・ボガード（幼少））
- バトルファイターズ 餓狼伝説2 （トニー）
- 超ロボット生命体トランスフォーマー マイクロン伝説（フレッド）
- エレメンタルジェレイド
- ギャラクシーエンジェル（ダーリン）
- 犬夜叉（晴海の門徒）
- MASTERキートン（フィル）
- ロックマンエグゼ（大山デカオ）
- ロックマンエグゼAXESS（大山デカオ）
- らんま1/2（平太）
- スターシップ・オペレーターズ（千葉ヒデ）
- ARMS
- 機動戦士ガンダムSEED（ミゲル・アイマン）
- X-メン:エボリューション（バーザーカー〈レイ・クリスプ〉）
- 人間交差点

### 劇場アニメ
- Cardcaptors the Movie（トーリ・アヴァロン）